# Vuelo 940 de Mexicana de Aviación
El vuelo 940 de Mexicana de Aviación fue un vuelo comercial que operaba la ruta Ciudad de México-Los Ángeles, con escala en Puerto Vallarta y Mazatlán, el 31 de marzo de 1986. El aparato accidentado era un Boeing 727-200 con matrícula XA-MEM.
Es el peor accidente aéreo de México y el más mortífero de un avión Boeing 727.
Fue el desastre aéreo más grave de 1986.

## Historia
El avión, nombrado Veracruz fue entregado a Mexicana de Aviación en 1981, y era pilotado por Carlos Guadarrama Sistos, un experimentado capitán con más de 15 000 horas de vuelo. El primer oficial era Philip L. Piaget Rohrer, y el ingeniero de vuelo era Ángel Carlos Peñasco Espinoza. La tripulación de cabina incluía a 5 sobrecargos; la esposa del capitán, que era una sobrecargo retirada, así como a 159 pasajeros a bordo. El avión despegó del Aeropuerto Internacional Benito Juárez a las 8:50 a. m. (hora local) con destino al Aeropuerto Internacional de Los Ángeles, con escalas en Puerto Vallarta y Mazatlán.

## Accidente
A las 9:05 a. m., quince minutos después del despegue y a una altitud de 29 440 pies, se detectó en el avión una fuerte sacudida y pérdida de la estructura general del vuelo. El capitán Carlos Guadarrama Sistos declaró estado de emergencia.
El capitán informó a la torre de control que regresarían de inmediato a la Ciudad de México. En el aeropuerto, se dieron las medidas para permitir que el aparato regresara de manera segura, y las unidades de emergencia se dispusieron en sus sitios para esperar la llegada del avión, sin embargo, el avión se estrelló en la montaña El Carbón, cerca de Maravatio, Michoacán, partiéndose en dos y estallando en llamas. Los 167 pasajeros y la tripulación fallecieron al momento del impacto. Testigos informaron sobre el accidente a las autoridades. La policía municipal y el Ejército Mexicano se trasladaron al lugar del accidente.

## Investigación

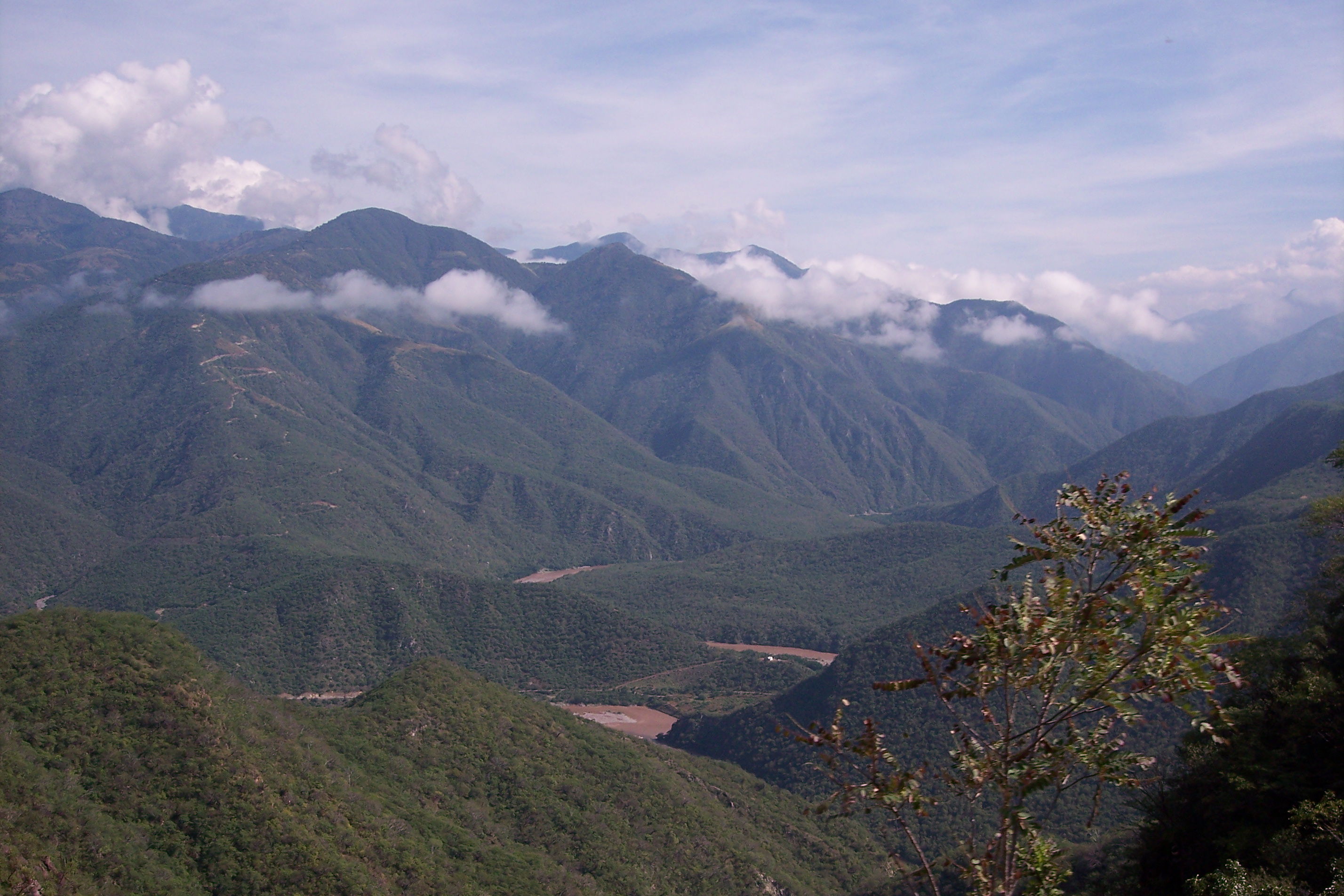
El accidente ocurrió en la Sierra Madre Occidental.

Inicialmente, dos grupos terroristas de Medio Oriente se adjudicaron la responsabilidad del accidente, así como de la explosión del vuelo 840 de TWA, ocurrido dos días después. Una carta anónima firmada por estos grupos afirmaba que una misión suicida había saboteado el avión en represalia contra Estados Unidos. Sin embargo, el sabotaje fue descartado posteriormente como causa del accidente. Las investigaciones fueron llevadas a cabo por la Junta Nacional de Seguridad del Transporte de los Estados Unidos y por autoridades mexicanas de aeronáutica, quienes encontraron que la causa del accidente fue el sobrecalentamiento del conjunto de frenos número 1, este calor se transmitió al neumático del tren de aterrizaje principal izquierdo, que había sido llenado con aire comprimido, en lugar de nitrógeno, causando daños en las líneas de combustible y sistema hidráulico, lo que provocó un incendio en vuelo. Aproximadamente 4 minutos después de iniciado el incendio y a consecuencia de las altas temperaturas, el empenaje de la aeronave, con sus 3 motores, se desprendió del fuselaje. Los investigadores encontraron posteriormente que el sobrecalentamiento fue causado por el mal funcionamiento de los frenos en el tren de aterrizaje.

## Conclusiones
La causa oficial del accidente fue la explosión del neumático derecho del tren de aterrizaje principal, por haber sido, presumiblemente, inflado con aire, en lugar de nitrógeno, que es el gas empleado en la aviación comercial. 
También se determinó como causa probable de la explosión, el sobrecalentamiento de un elemento del freno durante la fase de despegue. 
Es el peor accidente aéreo en territorio mexicano, ya que cuenta con el mayor número de víctimas mortales registrado en la aviación civil de México y, también es el peor accidente aéreo a nivel mundial de un Boeing 727. Las 167 personas que iban a bordo, murieron.